# Jessica Rivero
Pour les articles homonymes, voir Rivero.
Jessica Rivero est une joueuse de volley-ball d'origine cubaine naturalisée espagnole, née le 15 mars 1995 à Camagüey (Cuba). Elle mesure 1,82 m et joue au poste de réceptionneuse-attaquante. 

## Clubs
| Club                     | De        | À         |
| ------------------------ | --------- | --------- |
| CV J.A.V. Olímpico       | 2010-2011 | 2010-2011 |
| Club Voleibol Aguere     | 2011-2012 | 2011-2012 |
| Club Voleibol Haro       | 2012-2013 | 2012-2013 |
| SC Potsdam               | 2013-2014 | 2014-2015 |
| LJ Volley                | 2015-2016 | 2015-2016 |
| Manisa BBSK              | 2016-2017 | 2016-2017 |
| Pallavolo Mondovì        | 2017-2018 | 2017-2018 |
| Volley Millenium Brescia | 2018-2019 | 2019-2020 |
| LTS Legionovia Legionowo | 2020-2021 | …         |

## Palmarès
- Copa de la Reina
  - Vainqueur : 2013.
- Supercoupe d'Espagne
  - Vainqueur : 2012.
- Championnat d'Espagne
  - Vainqueur : 2013.
- Coupe d'Italie A2
  - Finaliste : 2018.

### Distinctions individuelles
- Ligue d'or européenne 2019 : Meilleure serveuse.